# 程少波
程少波（？—），辽宁大连人，中国男子铅球运动员。他曾在中国北京举办的1990年亚洲运动会中获得男子铅球金牌。妻子是铅球运动员黄志红。